# Third Division 1989-1990
La Third Division 1989-1990 è stato il 63º campionato inglese di calcio di terza divisione.

## Stagione

### Formula
A partire da questa stagione la finale dei play off si svolge in gara unica. In caso di pareggio vengono disputati i tempi supplementari ed eventualmente si procede all'esecuzione dei calci di rigore.

## Squadre partecipanti
| Squadra           | Città                           | Stadio              | Stagione precedente                      |
| ----------------- | ------------------------------- | ------------------- | ---------------------------------------- |
| Birmingham City   | Birmingham                      | St Andrew's         | 23º posto in Second Division, retrocesso |
| Blackpool         | Blackpool                       | Bloomfield Road     | 19º posto in Third Division              |
| Bolton Wanderers  | Bolton                          | Burnden Park        | 10º posto in Third Division              |
| Brentford         | Londra (Hounslow)               | Griffin Park        | 7º posto in Third Division               |
| Bristol City      | Bristol                         | Ashton Gate         | 11º posto in Third Division              |
| Bristol Rovers    | Bristol                         | Twerton Park (Bath) | 5º posto in Third Division               |
| Bury              | Bury                            | Gigg Lane           | 13º posto in Third Division              |
| Cardiff City      | Cardiff                         | Ninian Park         | 16º posto in Third Division              |
| Chester City      | Chester                         | Sealand Road        | 8º posto in Third Division               |
| Crewe Alexandra   | Crewe                           | Gresty Road         | 3º posto in Fourth Division, promosso    |
| Fulham            | Londra (Hammersmith and Fulham) | Craven Cottage      | 4º posto in Third Division               |
| Huddersfield Town | Huddersfield                    | Leeds Road          | 14º posto in Third Division              |
| Leyton Orient     | Londra (Leyton)                 | Brisbane Road       | 6º posto in Fourth Division, promosso    |
| Mansfield Town    | Mansfield                       | Field Mill          | 15º posto in Third Division              |
| Northampton Town  | Northampton                     | County Ground       | 20º posto in Third Division              |
| Notts County      | Nottingham                      | Meadow Lane         | 9º posto in Third Division               |
| Preston North End | Preston                         | Deepdale            | 6º posto in Third Division               |
| Reading           | Reading                         | Elm Park            | 18º posto in Third Division              |
| Rotherham United  | Rotherham                       | Millmoor            | 1º posto in Fourth Division, promosso    |
| Shrewsbury Town   | Shrewsbury                      | Gay Meadow          | 22º posto in Second Division, retrocesso |
| Swansea City      | Swansea                         | Vetch Field         | 12º posto in Third Division              |
| Tranmere Rovers   | Birkenhead                      | Prenton Park        | 2º posto in Fourth Division, promosso    |
| Walsall           | Walsall                         | Fellows Park        | 24º posto in Second Division, retrocesso |
| Wigan Athletic    | Wigan                           | Springfield Park    | 17º posto in Third Division              |

## Classifica finale
|  | Pos. | Squadra           | Pt | G  | V  | N  | P  | GF | GS | DR  |
|  | ---- | ----------------- | -- | -- | -- | -- | -- | -- | -- | --- |
|  | 1    | Bristol Rovers    | 93 | 46 | 26 | 15 | 5  | 71 | 35 | +36 |
|  | 2    | Bristol City      | 91 | 46 | 27 | 10 | 9  | 76 | 40 | +36 |
|  | 3    | Notts County      | 87 | 46 | 25 | 12 | 9  | 73 | 53 | +20 |
|  | 4    | Tranmere          | 80 | 46 | 23 | 11 | 12 | 86 | 49 | +37 |
|  | 5    | Bury              | 74 | 46 | 21 | 11 | 14 | 70 | 49 | +21 |
|  | 6    | Bolton            | 69 | 46 | 18 | 15 | 13 | 59 | 48 | +11 |
|  | 7    | Birmingham City   | 66 | 46 | 18 | 12 | 16 | 60 | 59 | +1  |
|  | 8    | Huddersfield Town | 65 | 46 | 17 | 14 | 15 | 61 | 62 | -1  |
|  | 9    | Rotherham Utd     | 64 | 46 | 17 | 13 | 16 | 71 | 62 | +9  |
|  | 10   | Reading           | 64 | 46 | 15 | 19 | 12 | 57 | 53 | +4  |
|  | 11   | Shrewsbury Town   | 63 | 46 | 16 | 15 | 15 | 59 | 54 | +5  |
|  | 12   | Crewe Alexandra   | 62 | 46 | 15 | 17 | 14 | 56 | 53 | +3  |
|  | 13   | Brentford         | 61 | 46 | 18 | 7  | 21 | 66 | 66 | 0   |
|  | 14   | Leyton Orient     | 58 | 46 | 16 | 10 | 20 | 52 | 56 | -4  |
|  | 15   | Mansfield Town    | 55 | 46 | 16 | 7  | 23 | 50 | 65 | -15 |
|  | 16   | Chester City      | 54 | 46 | 13 | 15 | 18 | 43 | 55 | -12 |
|  | 17   | Swansea City      | 54 | 46 | 14 | 12 | 20 | 45 | 63 | -18 |
|  | 18   | Wigan             | 53 | 46 | 13 | 14 | 19 | 48 | 64 | -16 |
|  | 19   | Preston N.E.      | 52 | 46 | 14 | 10 | 22 | 65 | 79 | -14 |
|  | 20   | Fulham            | 51 | 46 | 12 | 15 | 19 | 55 | 66 | -11 |
|  | 21   | Cardiff City      | 50 | 46 | 12 | 14 | 20 | 51 | 70 | -19 |
|  | 22   | Northampton Town  | 47 | 46 | 11 | 14 | 21 | 51 | 68 | -17 |
|  | 23   | Blackpool         | 46 | 46 | 10 | 16 | 20 | 49 | 73 | -24 |
|  | 24   | Walsall           | 41 | 46 | 9  | 14 | 23 | 40 | 72 | -32 |

Legenda:
      Promosso in Second Division 1990-1991.
  Ammesso ai play-off.
      Retrocesso in Fourth Division 1990-1991.
Regolamento:
Tre punti a vittoria, uno a pareggio, zero a sconfitta.
In caso di arrivo di due o più squadre a pari punti, la graduatoria verrà stilata secondo i seguenti criteri:
- differenza reti
- maggior numero di gol segnati

## Spareggi

### Play-off

#### Tabellone
|  | Semifinali | Semifinali   | Semifinali | Semifinali | Semifinali |  |  | Finale       | Finale       | Finale |  |
|  |            |              |            |            |            |  |  |              |              |        |  |
|  | 6          | Bolton       | 1          | 0          | 1          |  |  |              |              |        |  |
|  | 3          | Notts County | 1          | 2          | 3          |  |  | Notts County | Notts County | 2      |  |
|  | 5          | Bury         | 0          | 0          | 0          |  |  | Tranmere     | Tranmere     | 0      |  |
|  | 4          | Tranmere     | 0          | 2          | 2          |  |  |              |              |        |  |

#### Semifinali
|                  | Risultati |                  | Luogo e data               |
| ---------------- | --------- | ---------------- | -------------------------- |
| Bolton Wanderers | 1-1       | Notts County     | Bolton, 13 maggio 1990     |
| Notts County     | 2-0       | Bolton Wanderers | Nottingham, 16 maggio 1990 |
|                  |           |                  |                            |
| Bury             | 0-0       | Tranmere Rovers  | Bury, 13 maggio 1990       |
| Tranmere Rovers  | 2-0       | Bury             | Birkenhead, 16 maggio 1990 |
|                  |           |                  |                            |

#### Finale
|              | Risultati |                 | Luogo e data                             |
| ------------ | --------- | --------------- | ---------------------------------------- |
| Notts County | 2-0       | Tranmere Rovers | Londra (Wembley Stadium), 27 maggio 1990 |
|              |           |                 |                                          |